# Bocchoris distinctalis
Bocchoris distinctalis là một loài bướm đêm trong họ Crambidae.